# Вальделагуа-дель-Серро
Вальделагуа-дель-Серро (ісп. Valdelagua del Cerro) — муніципалітет в Іспанії, у складі автономної спільноти Кастилія-і-Леон, у провінції Сорія. Населення — 16 осіб (2010).
Муніципалітет розташований на відстані близько 210 км на північний схід від Мадрида, 32 км на північний схід від Сорії.

## Демографія
Динаміка населення (INE ):